# Odeon Héróda Attika
Odeon Héróda Attika (řecky: Ωδείο Ηρώδου του Αττικού) někdy zvaný též Herodeion nebo Herodion je římské divadlo v řeckých Athénách, na úpatí Akropole. Postaveno bylo v roce 161 Héródem Attikem, k poctě jeho ženy Appie Annie Regilly, která zemřela v roce 160. Původně to bylo divadlo se strmým sklonem a dřevěnou střechou z drahého libanonského cedru. Střecha byla na celé stavbě nejpozoruhodnější, nespočívala totiž na žádné vnitřní opěře. Divadlo bylo využíváno hlavně k hudebním produkcím. V roce 267 ho ale zničili Herulové. Dlouho šlo o ruinu, až v 50. letech 20. století byly rekonstruovány hlediště i scéna, s využitím pentelského mramoru. Vejde se do něj 5000 diváků. Od té doby se zde každoročně od května do října koná Athénsko-epidaurovský festival, který nabízí divadelní představení i hudební vystoupení. V roce 1957 na něm vystoupila například Maria Callasová. V květnu 1962 uspořádal v odeonu dva benefiční koncerty pro město Athény Frank Sinatra. V roce 1973 byl dějištěm soutěže Miss Universe. Další nezapomenutelné vystoupení přidala řecká zpěvačka Nana Mouskouri v roce 1984, která se tehdy po 20 letech emigrace vrátila do vlasti. Koncertoval zde také Luciano Pavarotti, Sting, Vangelis, Yanni, Elton John, Andrea Bocelli, Plácido Domingo, José Carreras, Montserrat Caballé, Maurice Béjart, Paco de Lucía, Diana Rossová, Liza Minnelliová, Goran Bregovic, Jean-Michel Jarre, Ennio Morricone, Jethro Tull, Mikis Theodorakis, Patti Smithová nebo Foo Fighters.